# بوب نورتن
بوب نورتن (بالإنجليزية: Bob Norton)‏ هو طبيب أسنان أسترالي، ولد في 15 أغسطس 1922 في سيدني في أستراليا، وتوفي بنفس المكان في 23 ديسمبر 1992.